# Artigues (Hautes-Pyrénées)
Pour les articles homonymes, voir Artigues.
Artigues est une commune rurale française de montagne, située dans le centre du département des Hautes-Pyrénées en région Occitanie. Elle fait partie du massif des Pyrénées. Sur le plan historique et culturel, la commune est de l’ancien comté de Bigorre, comté historique des Pyrénées françaises et de Gascogne.
Exposée à un climat de montagne, elle est drainée par divers petits cours d'eau. La commune possède un patrimoine naturel remarquable composé de deux zones naturelles d'intérêt écologique, faunistique et floristique.
Artigues est une commune rurale qui compte 13 habitants en 2022, après avoir connu un pic de population de 93 habitants en 1866. Elle fait partie de l'aire d'attraction de Lourdes. Ses habitants sont appelés les Artiguais ou  Artiguaises.

## Géographie

### Localisation
La commune d'Artigues se trouve dans le département des Hautes-Pyrénées, en région Occitanie.
Elle se situe à 18 km à vol d'oiseau de Tarbes, préfecture du département, à 11 km d'Argelès-Gazost, sous-préfecture, et à 5 km de Lourdes, bureau centralisateur du canton de Lourdes-2 dont dépend la commune depuis 2015 pour les élections départementales.
La commune fait en outre partie du bassin de vie de Lourdes.
Les communes les plus proches sont : 
Sère-Lanso (0,8 km), Les Angles (1,0 km), Jarret (1,6 km), Arcizac-ez-Angles (2,2 km), Juncalas (2,3 km), Gez-ez-Angles (2,5 km), Lézignan (2,8 km), Saint-Créac (2,8 km).
Sur le plan historique et culturel, Artigues fait partie de l’ancien comté de Bigorre, comté historique des Pyrénées françaises et de Gascogne créé au IXe siècle puis rattaché au domaine royal en 1302, inclus ensuite au comté de Foix en 1425 puis une nouvelle fois rattaché au royaume de France en 1607. La commune est dans le pays de Tarbes et de la Haute Bigorre.
Artigues est limitrophe de cinq autres communes dont Juncalas au sud-est par un simple quadripoint.
|        | Les Angles  |                               |
| Jarret | Artigues    | Sère-Lanso                    |
|        | Saint-Créac | Juncalas (par un quadripoint) |

### Paysages et relief

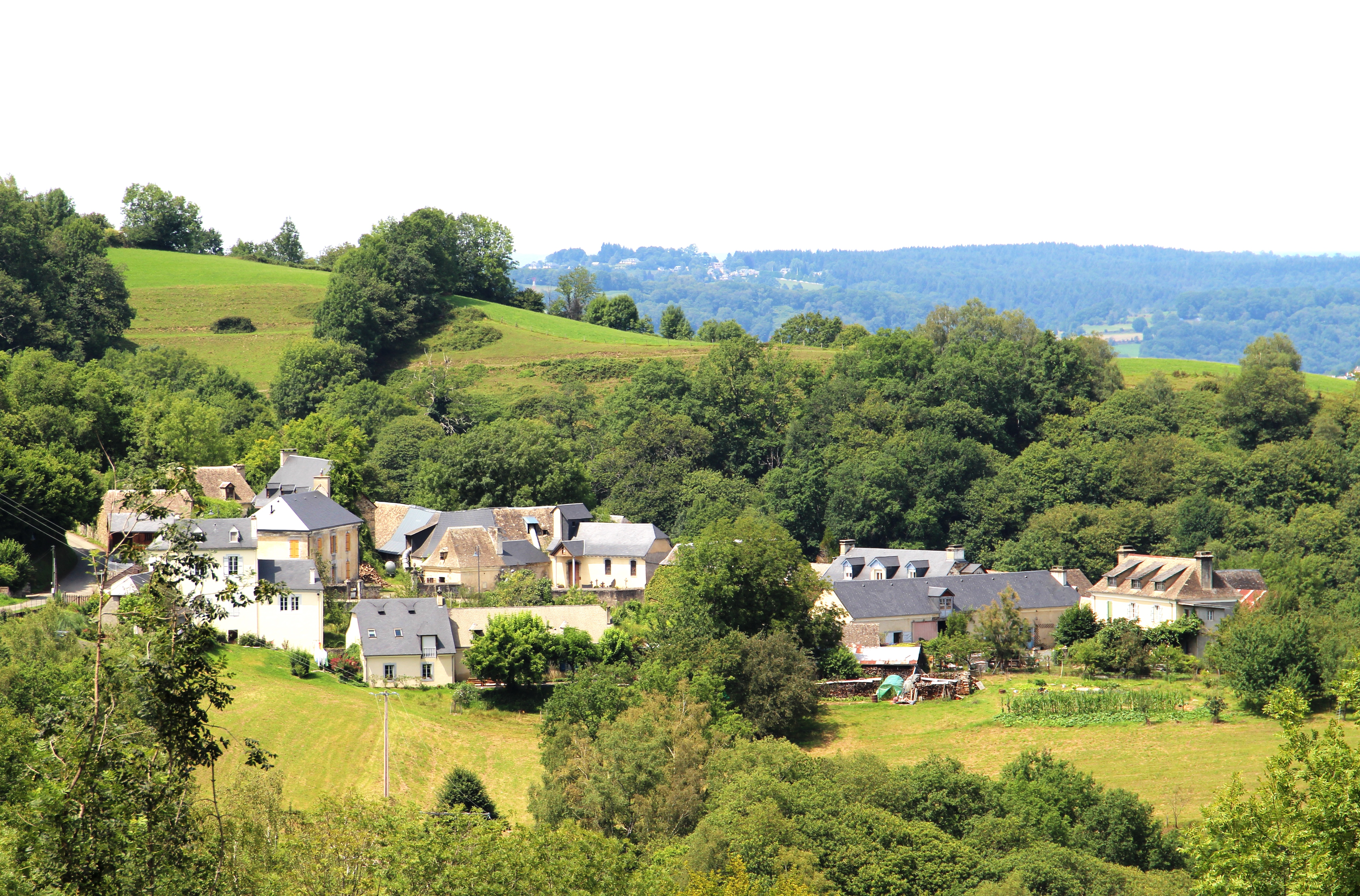
Vue en été.

### Hydrographie
La commune est dans le bassin de l'Adour, au sein du bassin hydrographique Adour-Garonne. Elle est drainée par le ruisseau des Moulettes, constituant un réseau hydrographique de 2 km de longueur totale,.

### Climat
Le climat qui caractérise la commune est qualifié, en 2010, de « climat des marges montargnardes », selon la typologie des climats de la France qui compte alors huit grands types de climats en métropole. En 2020, la commune ressort du type « climat de montagne » dans la classification établie par Météo-France, qui ne compte désormais, en première approche, que cinq grands types de climats en métropole. Pour ce type de climat, la température décroît rapidement en fonction de l'altitude. On observe une nébulosité minimale en hiver et maximale en été. Les vents et les précipitations varient notablement selon le lieu.
Les paramètres climatiques qui ont permis d’établir la typologie de 2010 comportent six variables pour les températures et huit pour les précipitations, dont les valeurs correspondent à la normale 1971-2000. Les sept principales variables caractérisant la commune sont présentées dans l'encadré ci-après.
| Paramètres climatiques communaux sur la période 1971-2000 - Moyenne annuelle de température : 11,4 °C - Nombre de jours avec une température inférieure à −5 °C : 4 j - Nombre de jours avec une température supérieure à 30 °C : 4,5 j - Amplitude thermique annuelle : 14,3 °C - Cumuls annuels de précipitation : 1 185 mm - Nombre de jours de précipitation en janvier : 10,7 j - Nombre de jours de précipitation en juillet : 8,9 j |

Avec le changement climatique, ces variables ont évolué. Une étude réalisée en 2014 par la Direction générale de l'Énergie et du Climat complétée par des études régionales prévoit en effet que la  température moyenne devrait croître et la pluviométrie moyenne baisser, avec toutefois de fortes variations régionales. Ces changements peuvent être constatés sur la station météorologique de Météo-France la plus proche, « Lourdes », sur la commune de Lourdes, mise en service en 1881 et qui se trouve à 5 km à vol d'oiseau,, où la température moyenne annuelle est de 13,3 °C et la hauteur de précipitations de 1 426,7 mm pour la période 1981-2010.
Sur la station météorologique historique la plus proche, « Tarbes-Lourdes-Pyrénées », sur la commune d'Ossun, mise en service en 1946 et à 12 km, la température moyenne annuelle évolue de 12,2 °C pour la période 1971-2000, à 12,6 °C pour 1981-2010, puis à 12,9 °C pour 1991-2020.

### Milieux naturels et biodiversité
L’inventaire des zones naturelles d'intérêt écologique, faunistique et floristique (ZNIEFF) a pour objectif de réaliser une couverture des zones les plus intéressantes sur le plan écologique, essentiellement dans la perspective d’améliorer la connaissance du patrimoine naturel national et de fournir aux différents décideurs un outil d’aide à la prise en compte de l’environnement dans l’aménagement du territoire.
Une ZNIEFF de type 1 est recensée sur la commune :
le « réseau hydrographique des Angles et du Bénaquès » (260 ha), couvrant 35 communes du département et une ZNIEFF de type 2, : 
les « coteaux et vallons des Angles et du Bénaquès » (12 879 ha), couvrant 45 communes du département.

## Urbanisme

### Typologie
Au 1er janvier 2024, Artigues est catégorisée commune rurale à habitat dispersé, selon la nouvelle grille communale de densité à sept niveaux définie par l'Insee en 2022.
Elle est située hors unité urbaine. Par ailleurs la commune fait partie de l'aire d'attraction de Lourdes, dont elle est une commune de la couronne,. Cette aire, qui regroupe 45 communes, est catégorisée dans les aires de moins de 50 000 habitants,.

### Occupation des sols
L'occupation des sols de la commune, telle qu'elle ressort de la base de données européenne d’occupation biophysique des sols Corine Land Cover (CLC), est marquée par l'importance des territoires agricoles (53,9 % en 2018), une proportion identique à celle de 1990 (53,9 %). La répartition détaillée en 2018 est la suivante : 
prairies (53,9 %), milieux à végétation arbustive et/ou herbacée (24,3 %), forêts (21,8 %).
L'IGN met par ailleurs à disposition un outil en ligne permettant de comparer l’évolution dans le temps de l’occupation des sols de la commune (ou de territoires à des échelles différentes). Plusieurs époques sont accessibles sous forme de cartes ou photos aériennes : la carte de Cassini (XVIIIe siècle), la carte d'état-major (1820-1866) et la période actuelle (1950 à aujourd'hui).

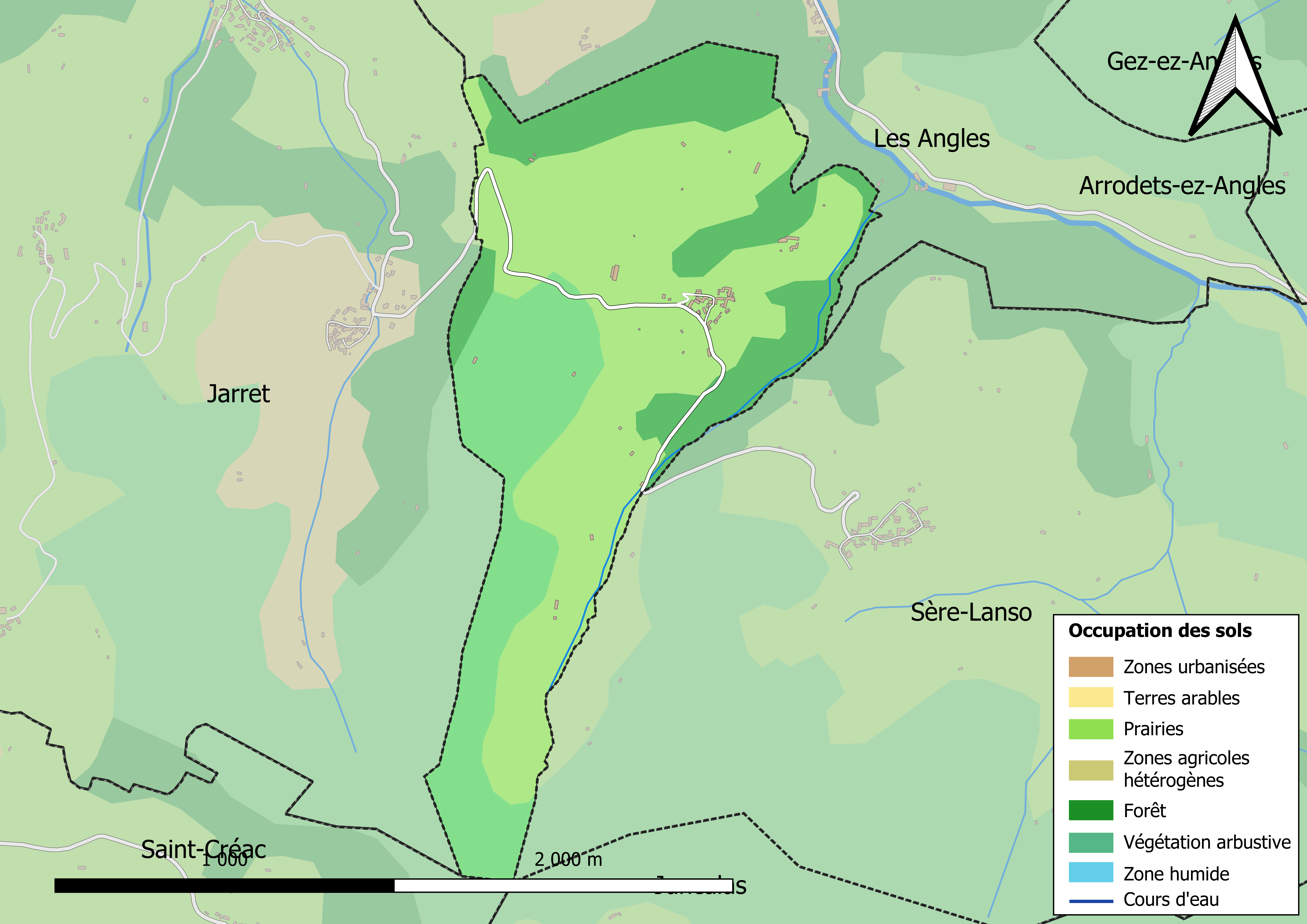
Carte des infrastructures et de l'occupation des sols en 2018 (CLC) de la commune.
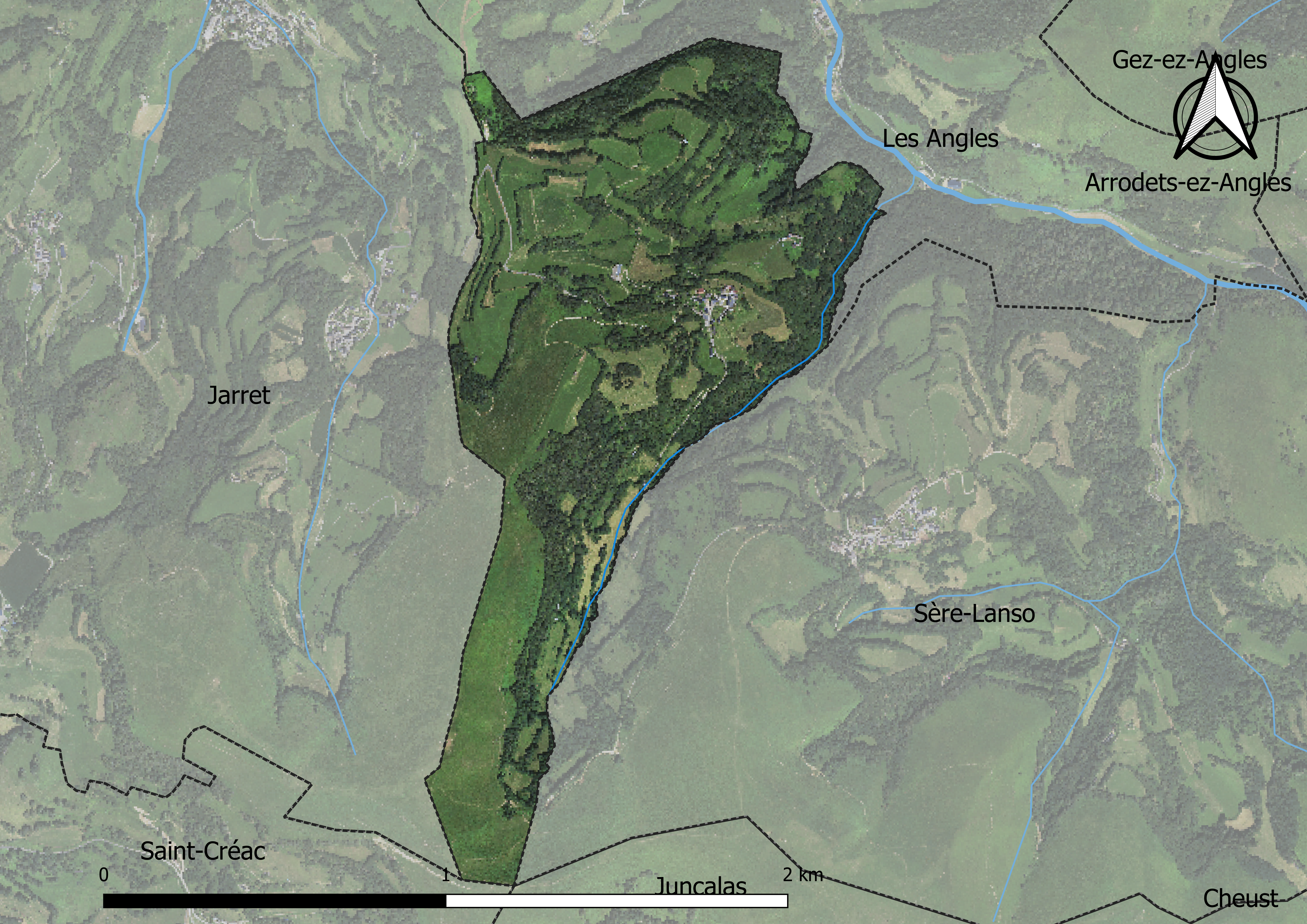
Carte orthophotogrammétrique de la commune.

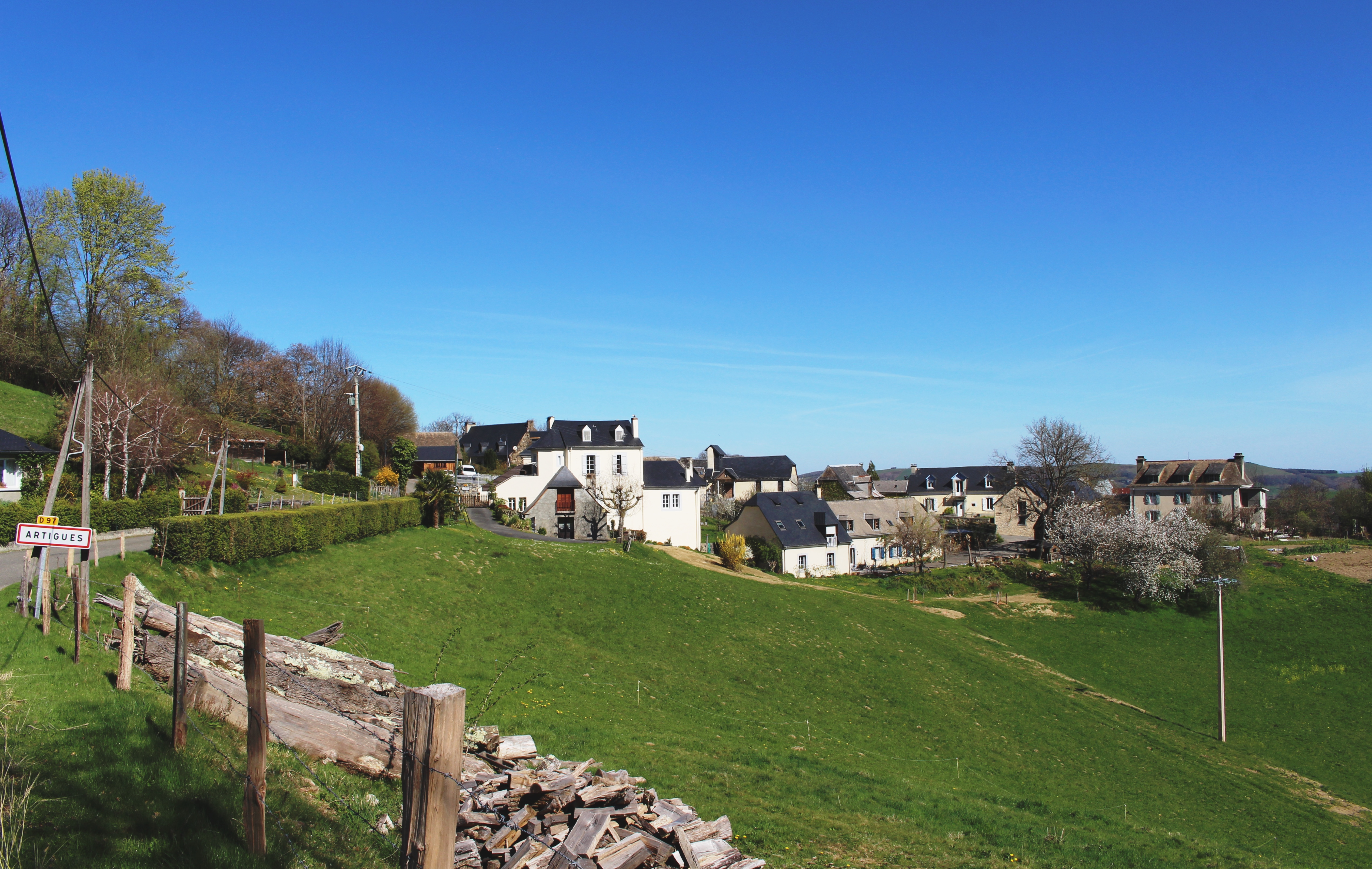
Vue du bourg.

### Logement
En 2012, le nombre total de logements dans la commune est de 16.
Parmi ces logements, 66,0 % sont des résidences principales, 28,3 % des résidences secondaires et 5,7 % des logements vacants.

### Voies de communication et transports
Cette commune est desservie par la route départementale D 97.

### Risques majeurs
Le territoire de la commune d'Artigues est vulnérable à différents aléas naturels : météorologiques (tempête, orage, neige, grand froid, canicule ou sécheresse), feux de forêts et séisme (sismicité moyenne). Un site publié par le BRGM permet d'évaluer simplement et rapidement les risques d'un bien localisé soit par son adresse soit par le numéro de sa parcelle.
Artigues est exposée au risque de feu de forêt. Un plan départemental de protection des forêts contre les incendies a été approuvé par arrêté préfectoral le 21 avril 2020 pour la période 2020-2029. Le précédent couvrait la période 2007-2017. L’emploi du feu est régi par deux types de réglementations. D’abord le code forestier et l’arrêté préfectoral du 27 octobre 2014, qui réglementent l’emploi du feu à moins de 200 m des espaces naturels combustibles sur l’ensemble du département. Ensuite celle établie dans le cadre de la lutte contre la pollution de l’air, qui interdit le brûlage des déchets verts des particuliers. L’écobuage est quant à lui réglementé dans le cadre de commissions locales d’écobuage (CLE)

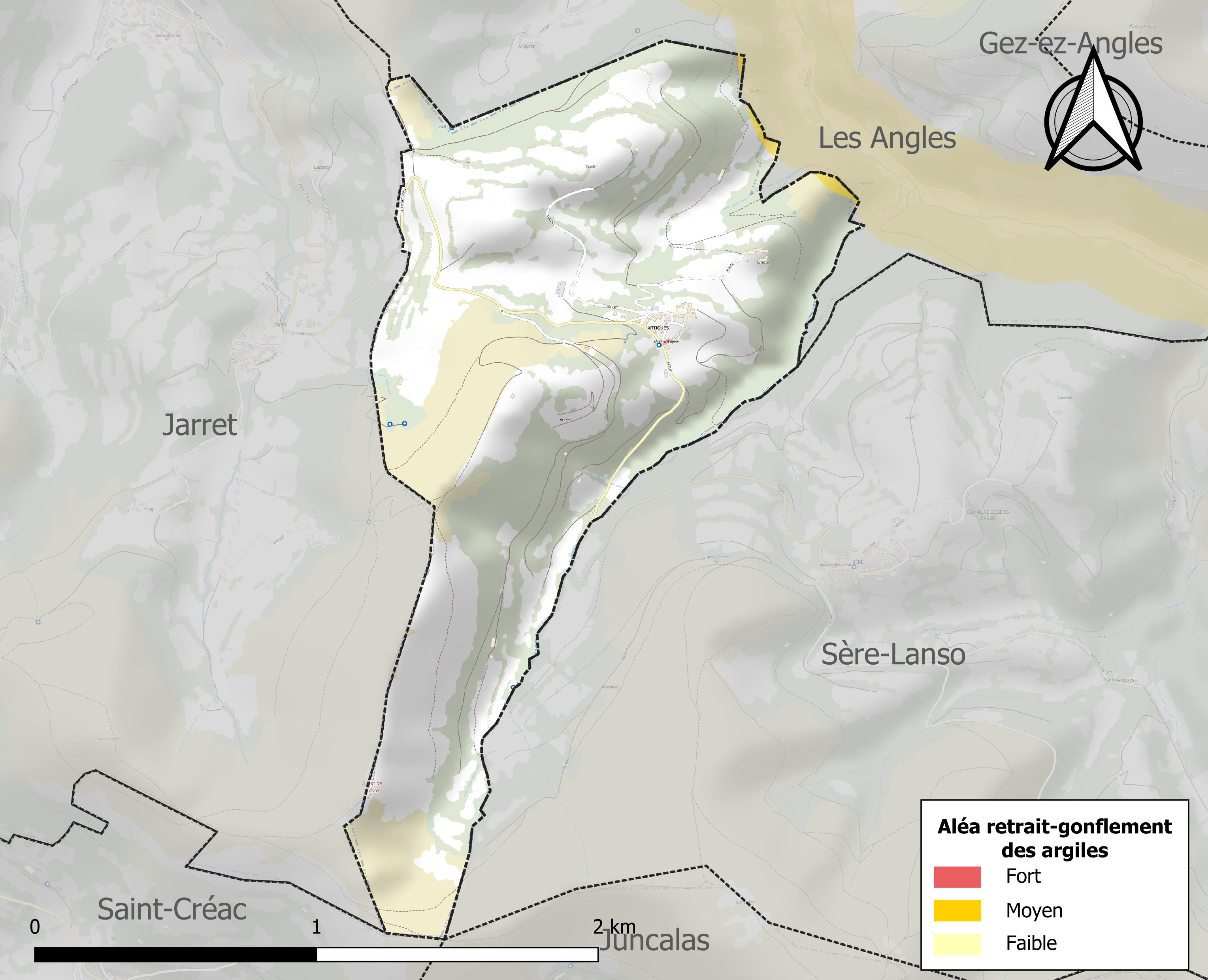
Carte des zones d'aléa retrait-gonflement des sols argileux d'Artigues.

Le retrait-gonflement des sols argileux est susceptible d'engendrer des dommages importants aux bâtiments en cas d’alternance de périodes de sécheresse et de pluie. 0,4 % de la superficie communale est en aléa moyen ou fort (44,5 % au niveau départemental et 48,5 % au niveau national). Sur les 7 bâtiments dénombrés sur la commune en 2019, 0 sont en aléa moyen ou fort, soit 0 %, à comparer aux 75 % au niveau départemental et 54 % au niveau national. Une cartographie de l'exposition du territoire national au retrait gonflement des sols argileux est disponible sur le site du BRGM,.
Par ailleurs, afin de mieux appréhender le risque d’affaissement de terrain, l'inventaire national des cavités souterraines permet de localiser celles situées sur la commune.
La commune a été reconnue en état de catastrophe naturelle au titre des dommages causés par les inondations et coulées de boue survenues en 1982, 1999 et 2009. Concernant les mouvements de terrains, la commune a été reconnue en état de catastrophe naturelle au titre des dommages causés par des mouvements de terrain en 1999.

## Toponymie

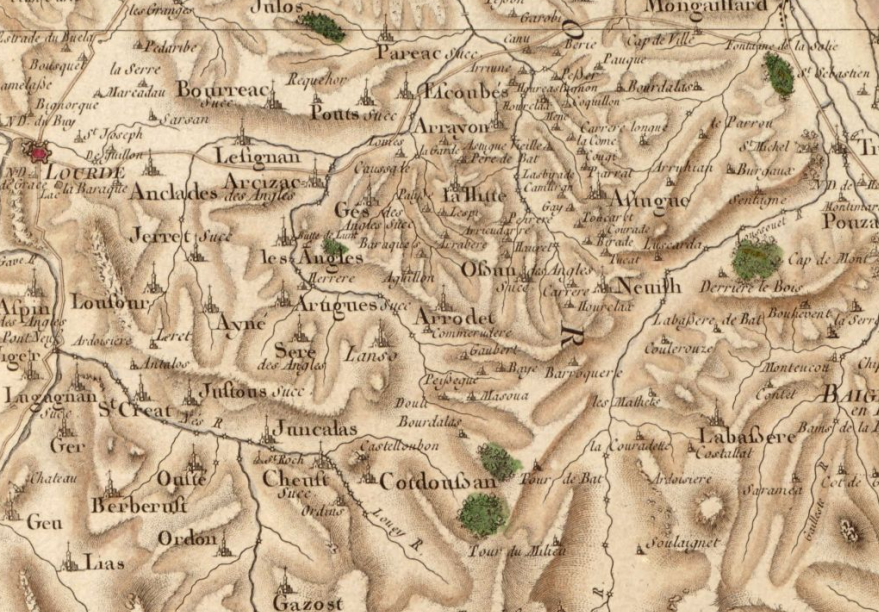
Extrait de la carte de Cassini situant Artigues à l'est de Lourdes.

On trouvera les principales informations dans le Dictionnaire toponymique des communes des Hautes-Pyrénées de Michel Grosclaude et Jean-François Le Nail.
Dénominations historiques :
- En 1313, le nom de la commune était De Artigas venant du pré-latin artica qui signifiait friche ou de l'occitan artiga (terre défrichée) ;
- [De] Arigiis, latin (1342, pouillé de Tarbes) ;
- Artigues (1429, censier de Bigorre) ;
- Artigue ez Angles (1780, registres paroissiaux) ;
- On lit Arugues sur la carte de Cassini (1770-1810) ci-jointe mais peut-être s'agit-il d'une erreur d'écriture : u pour ti.

Prononciation locale figurée : [ar'tigas].
Nom occitan : Artigas.
Étymologie : Artiga, qui signifie défrichement ou terre défrichée. Le mot est très usité en gascon médiéval et a produit beaucoup de toponymes.

## Histoire
Le saint patron d'Artigues est saint Jean-Baptiste.
En 1429, la commune comptait 7 feux. Sa population se montait à 54 habitants en 1806 et à 93 en 1866.

### Cadastre napoléonien d'Artigues
Le plan cadastral napoléonien d'Artigues est consultable sur le site des Archives départementales des Hautes-Pyrénées.

## Politique et administration

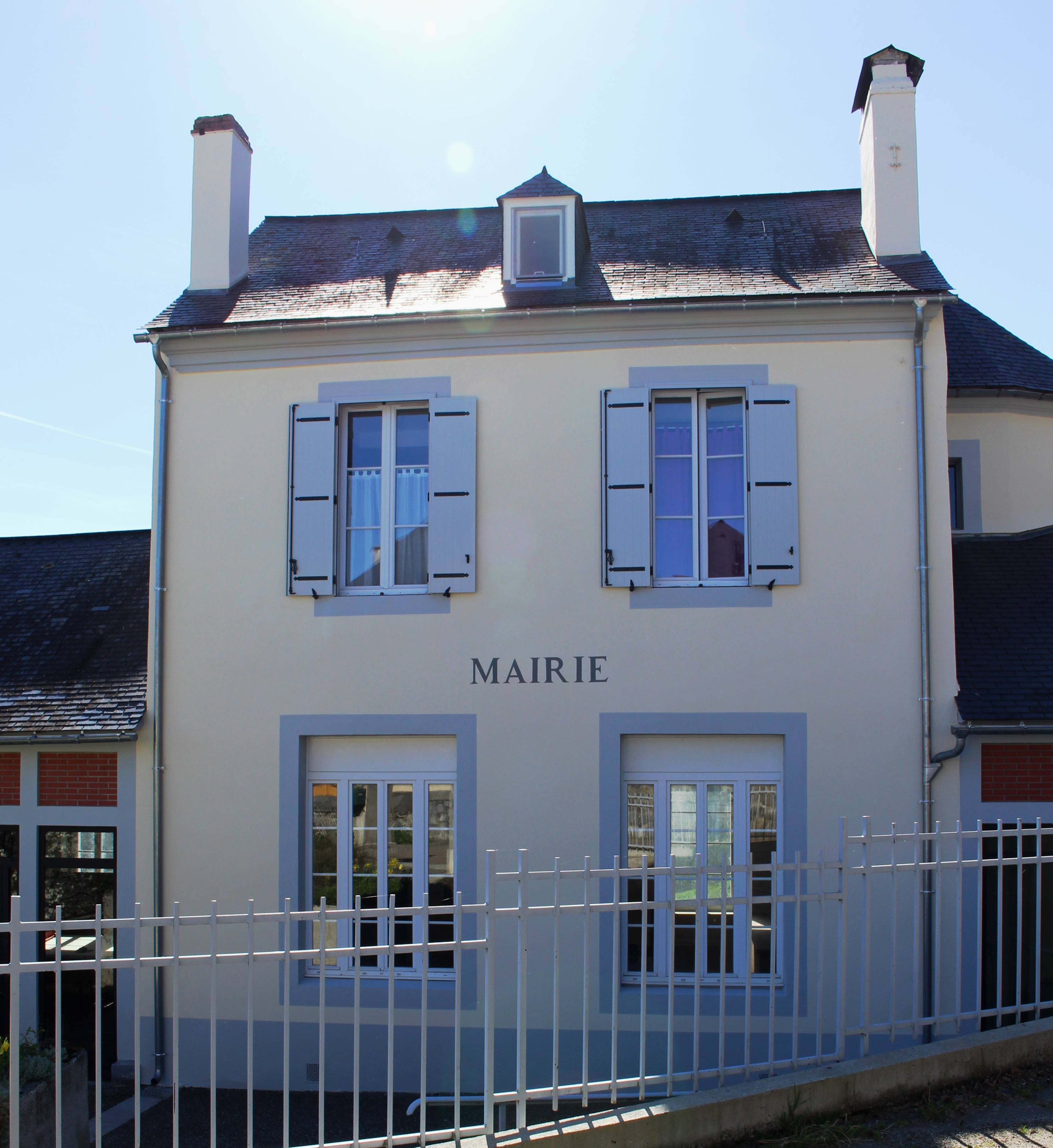
La mairie en 2017.

### Liste des maires
| Période                                  | Période   | Identité        | Étiquette | Qualité                                |
| ---------------------------------------- | --------- | --------------- | --------- | -------------------------------------- |
| Les données manquantes sont à compléter. |           |                 |           |                                        |
|                                          |           |                 |           |                                        |
| mars 1995                                | mars 2001 | Fernand Abbadie |           |                                        |
| mars 2001                                | mars 2014 | Didier Mitaut   |           |                                        |
| mars 2014                                | en cours  | Marie Plane     | SE        | Conseillère departementale depuis 2021 |

### Rattachements administratifs et électoraux

#### Historique administratif
Pays et sénéchaussée de Bigorre, quarteron de Lourdes, baronnie des Angles, canton de Lourdes (depuis 1790), Lourdes-Est (1973).

#### Intercommunalité
Artigues appartient à la Communauté d'agglomération Tarbes-Lourdes-Pyrénées créée en janvier 2017 et qui réunit 86 communes.

## Population et société

### Démographie

#### Évolution démographique
L'évolution du nombre d'habitants est connue à travers les recensements de la population effectués dans la commune depuis 1793. Pour les communes de moins de 10 000 habitants, une enquête de recensement portant sur toute la population est réalisée tous les cinq ans, les populations de référence des années intermédiaires étant quant à elles estimées par interpolation ou extrapolation. Pour la commune, le premier recensement exhaustif entrant dans le cadre du nouveau dispositif a été réalisé en 2004.

En 2022, la commune comptait 13 habitants, en évolution de −27,78 % par rapport à 2016 (Hautes-Pyrénées : +1,59 %, France hors Mayotte : +2,11 %).
| 1793 | 1800 | 1806 | 1821 | 1831 | 1836 | 1841 | 1846 | 1851 |
| ---- | ---- | ---- | ---- | ---- | ---- | ---- | ---- | ---- |
| 50   | 55   | 56   | 72   | 68   | 70   | 68   | 65   | 73   |

| 1856 | 1861 | 1866 | 1872 | 1876 | 1881 | 1886 | 1891 | 1896 |
| ---- | ---- | ---- | ---- | ---- | ---- | ---- | ---- | ---- |
| 69   | 84   | 93   | 87   | 88   | 67   | 65   | 53   | 51   |

| 1901 | 1906 | 1911 | 1921 | 1926 | 1931 | 1936 | 1946 | 1954 |
| ---- | ---- | ---- | ---- | ---- | ---- | ---- | ---- | ---- |
| 53   | 56   | 54   | 44   | 40   | 43   | 41   | 39   | 31   |

| 1962 | 1968 | 1975 | 1982 | 1990 | 1999 | 2004 | 2006 | 2009 |
| ---- | ---- | ---- | ---- | ---- | ---- | ---- | ---- | ---- |
| 23   | 30   | 30   | 27   | 24   | 29   | 24   | 21   | 24   |

| 2014 | 2019 | 2022 | - | - | - | - | - | - |
| ---- | ---- | ---- | - | - | - | - | - | - |
| 20   | 14   | 13   | - | - | - | - | - | - |

### Enseignement
La commune dépend de l'académie de Toulouse. Elle ne dispose plus d'école en 2016.

## Économie
Les principales activités des habitants de la commune sont la culture et la production animale.

### Emploi
| Division       | 2008  | 2013   | 2018  |
| -------------- | ----- | ------ | ----- |
| Commune        | 25 %  | 16,7 % | 0 %   |
| Département    | 7,7 % | 9,4 %  | 9,8 % |
| France entière | 8,3 % | 10 %   | 10 %  |

En 2018, la population âgée de 15 à 64 ans s'élève à 12 personnes, parmi lesquelles on compte 90,9 % d'actifs (90,9 % ayant un emploi et 0 % de chômeurs) et 9,1 % d'inactifs,. En  2018, le taux de chômage communal (au sens du recensement) des 15-64 ans est inférieur à celui de la France et du département, alors qu'en 2008 la situation était inverse.
La commune fait partie de la couronne de l'aire d'attraction de Lourdes, du fait qu'au moins 15 % des actifs travaillent dans le pôle,. Elle compte 6 emplois en 2018, contre 10 en 2013 et 9 en 2008. Le nombre d'actifs ayant un emploi résidant dans la commune est de 11, soit un indicateur de concentration d'emploi de 57,9 % et un taux d'activité parmi les 15 ans ou plus de 76,9 %.
Sur ces 11 actifs de 15 ans ou plus ayant un emploi, 3 travaillent dans la commune, soit 30 % des habitants. Pour se rendre au travail, 80 % des habitants utilisent un véhicule personnel ou de fonction à quatre roues et 20 % n'ont pas besoin de transport (travail au domicile).

## Culture locale et patrimoine

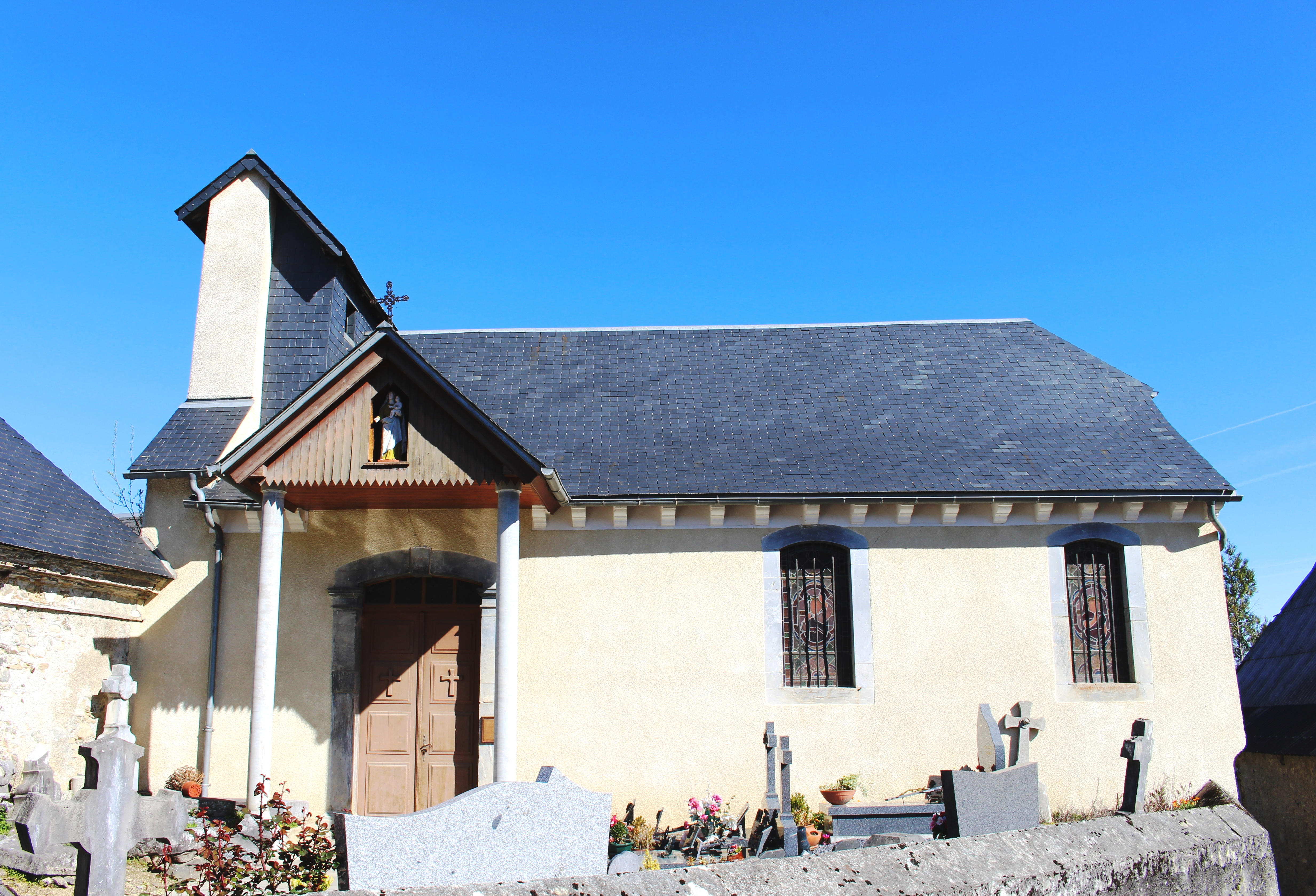
L'église Martyre-de-Saint-Jean-Baptiste en 2017.

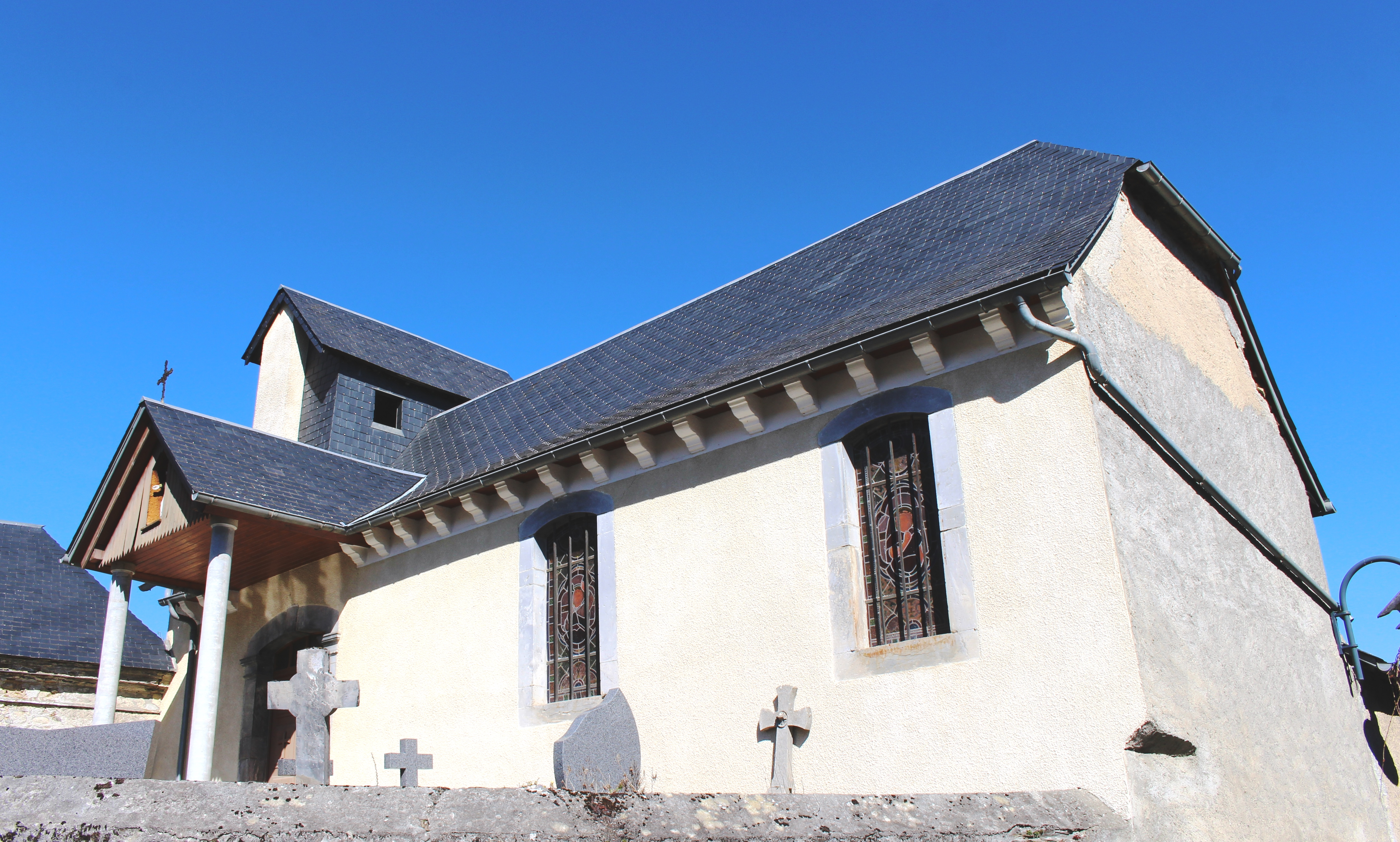

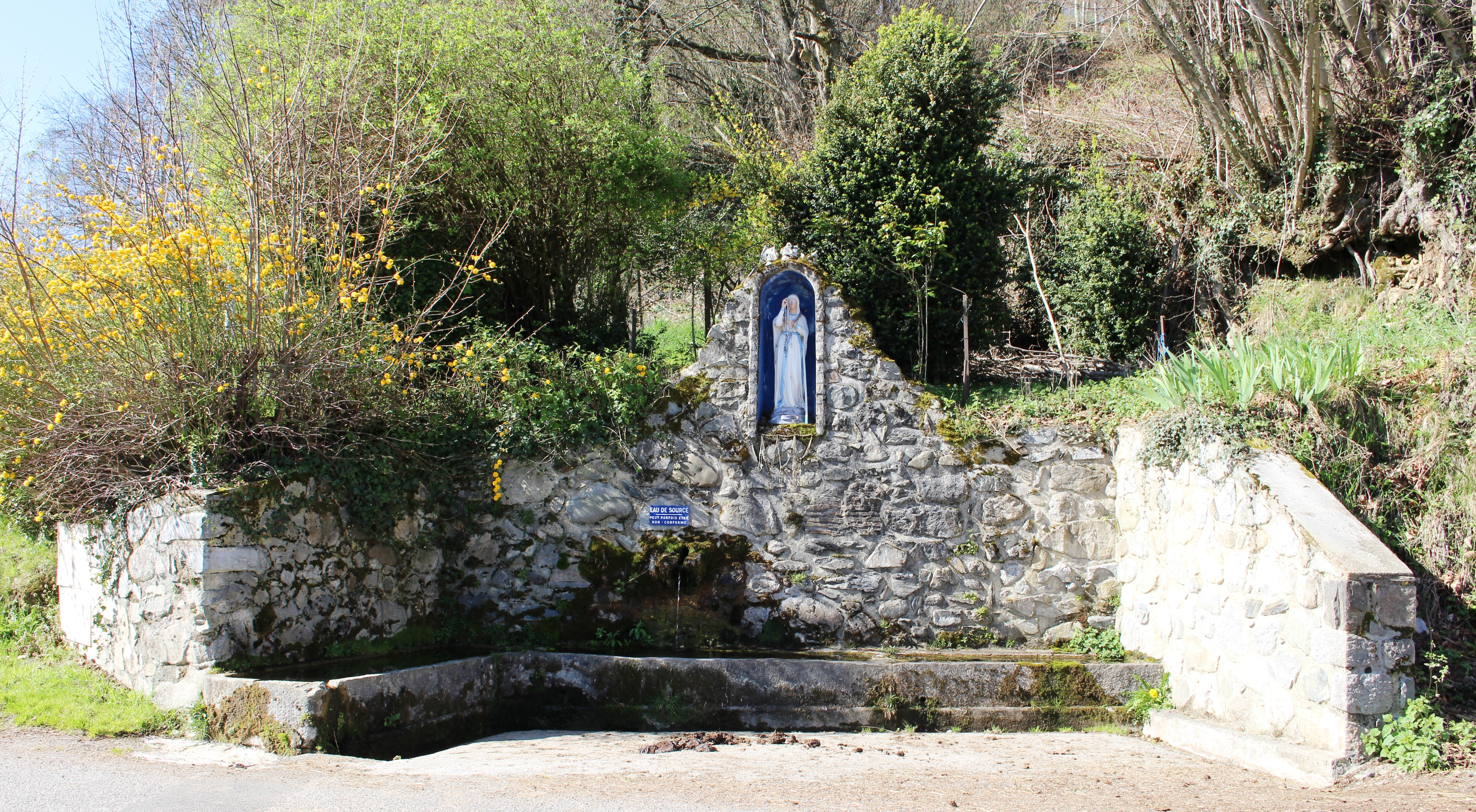
La fontaine.

### Lieux et monuments
- Église Martyre-de-Saint-Jean-Baptiste d'Artigues.
- La grotte du Bédat, sur la commune de Bagnères-de-Bigorre, est à environ 12 km.

#### L'altisurface d'Artigues
- Une altisurface (terrain en montagne, hors aérodrome, désigné pour l'atterrissage et le décollage[39]) est présente sur le territoire communal. C'est l'une des huit existant sur le département des Hautes-Pyrénées[40]. Le premier vol inaugural sur l'altisurface d'Artigues, en 1985, est signalé par une stèle présente sur le site.

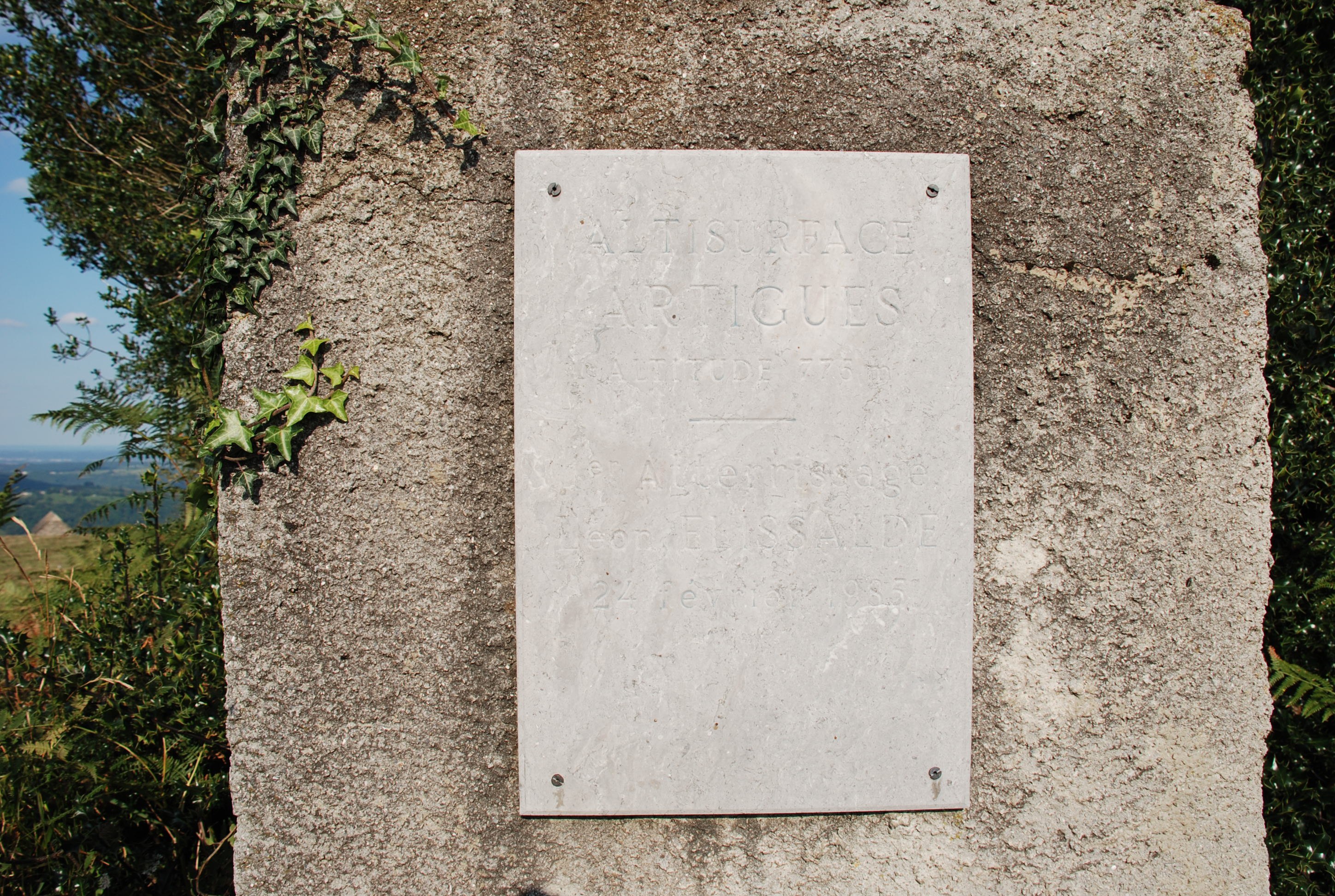
Plaque commémorative du premier décollage d'avion sur l'altisurface d'Artigues.
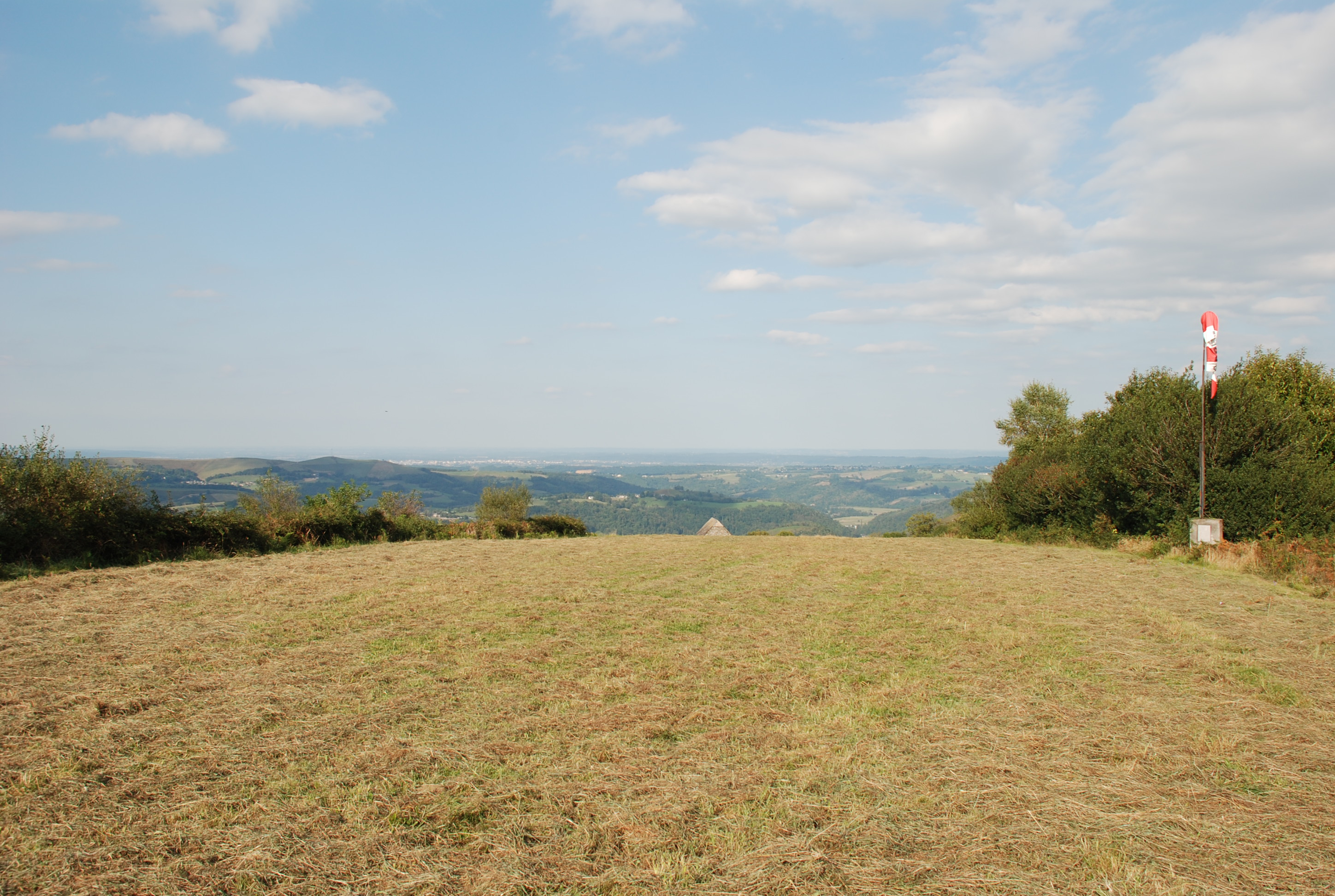
Altisurface d'Artigues.
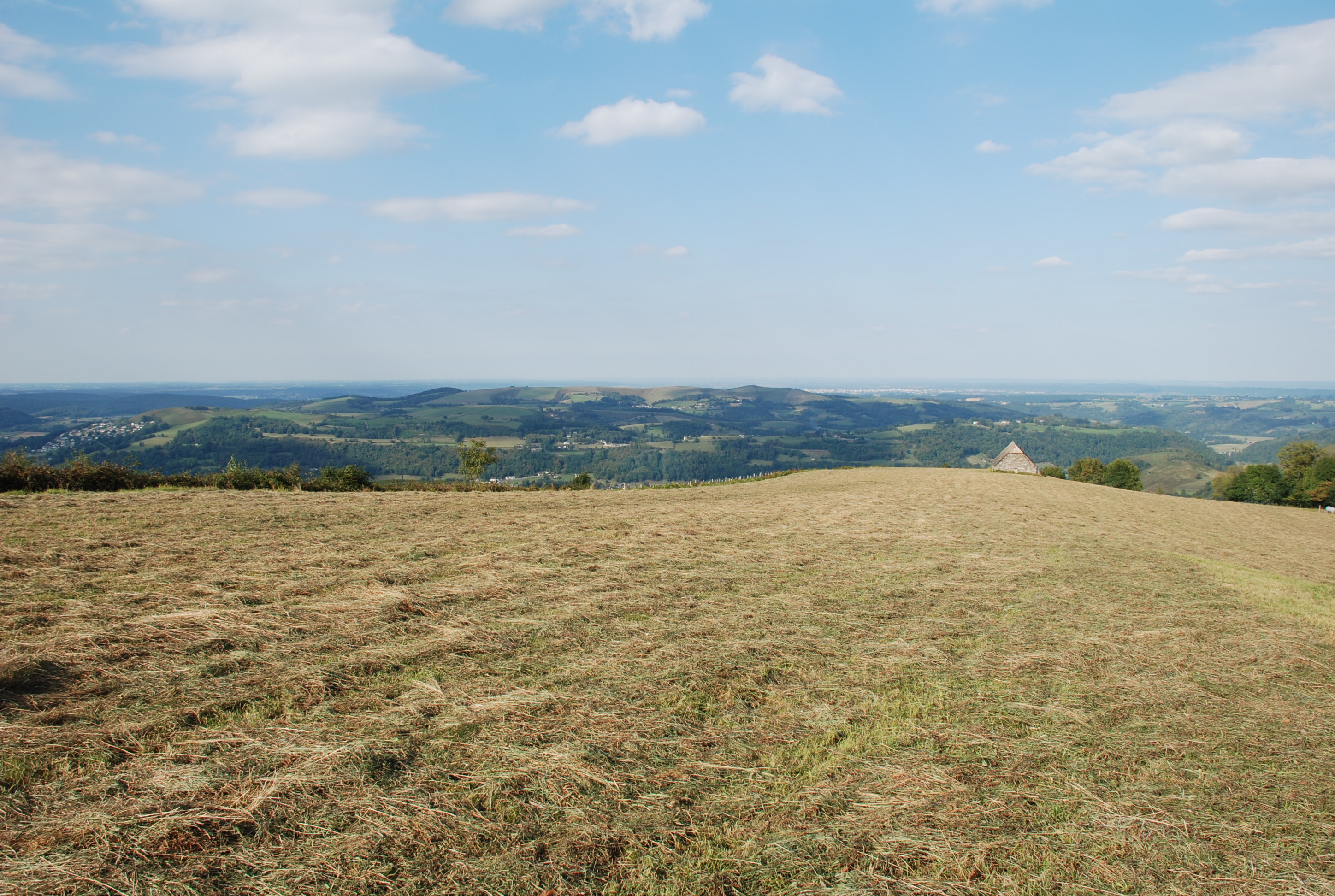
Altisurface d'Artigues et vue panoramique vers le nord.

#### Patrimoine bâti
Le village possède un patrimoine rural intéressant constitué de maisons bigourdanes traditionnelles du Pays de Lourdes, de poulaillers typiques de la Bigorre, de granges foraines.

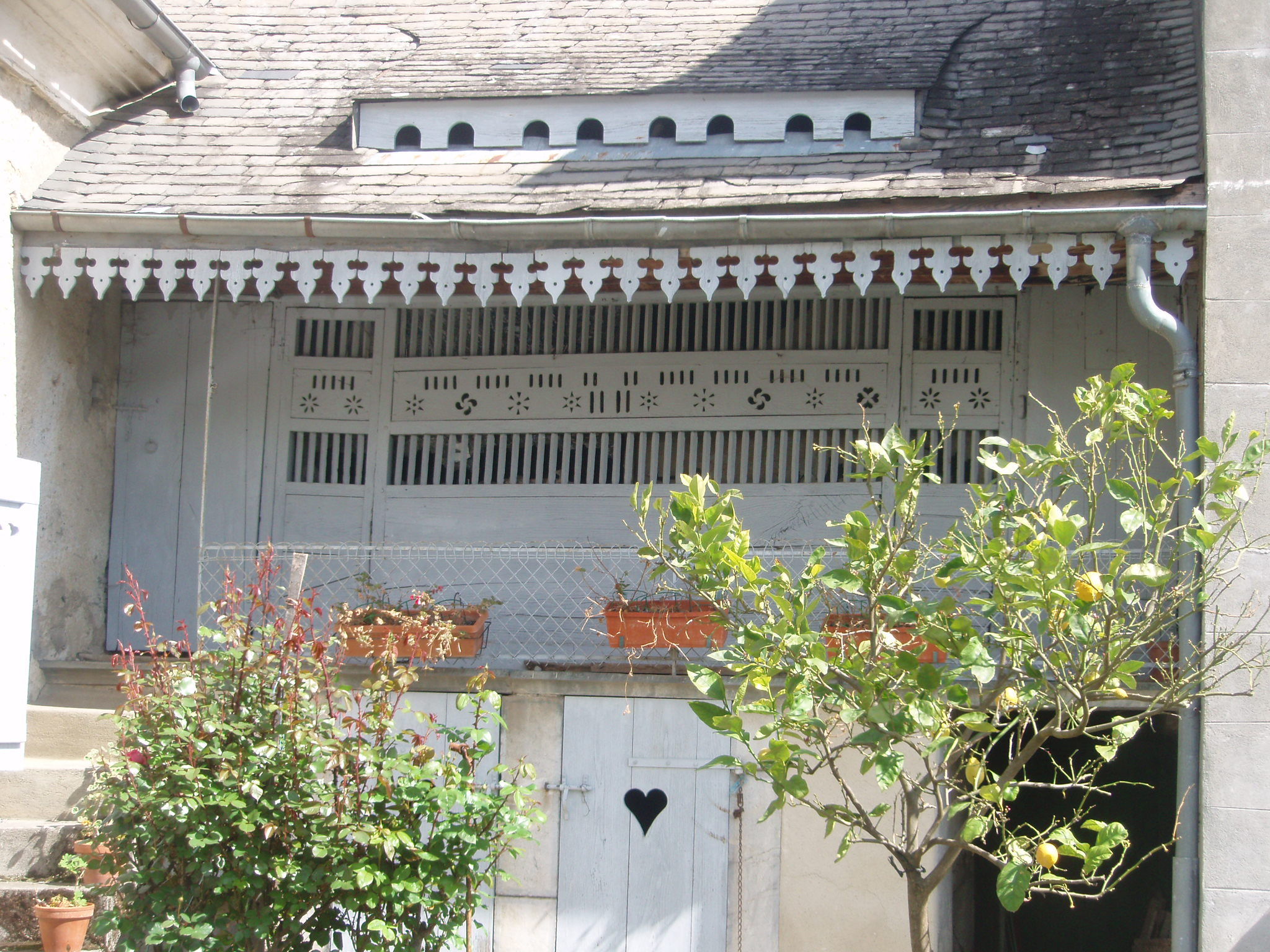
Poulailler-porcherie dans une ancienne ferme du village.

#### Musées à proximité
- À Lourdes, le musée pyrénéen est spécialisé dans l'archéologie, l'ethnologie et les sciences de la nature.
- À Bagnères-de-Bigorre : le musée Bigourdan du vieux moulin, le musée Salies et le musée d'histoire naturelle.

#### Soirées Cap Astro
Cap Astro organise des soirées d'observation du ciel, sur réservation, à Artigues, avec des animateurs professionnels. Il s'agit d'initiation au repérage, de manipulation de matériels astronomiques et d'observations aux télescopes sur des thèmes prédéfinis.

### Héraldique
| Blason | Blasonnement : D'or à un arbre au naturel terrassé de sinople, accosté de deux ânes affrontés de sable, au chef d'azur chargé d'une croisette cléchée, vidée, pommetée de douze pièces d'or accostée de deux étoiles du même. Commentaires : blason officiel (avril 2015). |